# Robert B. Vance (Politiker, 1828)

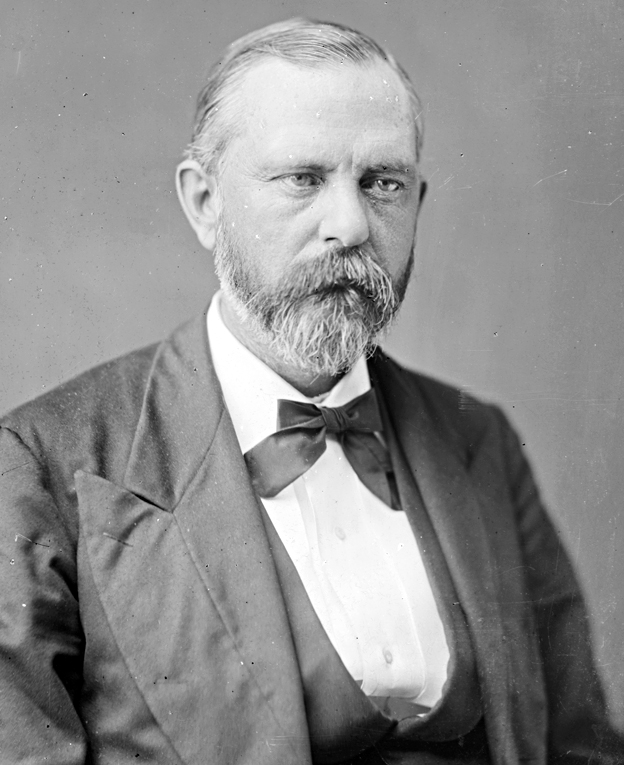
Robert B. Vance

Robert Brank Vance (* 24. April 1828 bei Asheville, North Carolina; † 28. November 1899 ebenda) war ein US-amerikanischer Politiker. Zwischen 1873 und 1885 vertrat er den Bundesstaat North Carolina im US-Repräsentantenhaus.

## Werdegang
Robert Vance war ein Neffe des gleichnamigen Kongressabgeordneten Robert B. Vance (1793–1827). Außerdem war er der ältere Bruder von Zebulon Baird Vance (1830–1894), der den Staat North Carolina in beiden Kammern des Kongresses vertrat. Der jüngere Vance besuchte die öffentlichen Schulen seiner Heimat und arbeitete danach im Handel sowie in der Landwirtschaft. Zwischen 1848 und 1856 war er Gerichtsdiener. Während des Bürgerkrieges war Vance Offizier im Heer der Konföderation. Im März 1862 nahm sein Regiment Stellung am Cumberland Gap, danach begleitete der das Korps von Edmund Kirby Smith nach Kentucky, wo er am 30. Dezember 1862 nach dem Tod von Oberst James E. Rains in der Schlacht von Murfreesboro dessen Brigade übernahm. Seit 1863 bekleidete er den Rang eines Brigadegenerals.
Nach dem Krieg begann Vance als Mitglied der Demokratischen Partei eine politische Laufbahn. Bei den Kongresswahlen des Jahres 1872 wurde er im wieder eingerichteten achten Wahlbezirk von North Carolina in das US-Repräsentantenhaus in Washington, D.C. gewählt, wo er am 4. März 1873 sein neues Mandat antrat. Nach fünf Wiederwahlen konnte er bis zum 3. März 1885 sechs Legislaturperioden im Kongress absolvieren. Während dieser Zeit war er mehrfach Vorsitzender des Patentausschusses.
Im Jahr 1884 wurde Vance von seiner Partei nicht mehr zur Wiederwahl nominiert. Zwischen 1885 und 1889 arbeitete er als Assistant Commissioner für das Bundespatentamt; anschließend kehrte er in seinen Heimatstaat zurück. Von 1894 bis 1896 war er Abgeordneter im Repräsentantenhaus von North Carolina. Er starb am 28. November 1899 in der kleinen Ortschaft Alexander nahe Asheville.